# Forks of the Credit Provincial Park
Forks of the Credit Provincial Park är en park i Kanada.   Den ligger i provinsen Ontario, i den sydöstra delen av landet, 400 km sydväst om huvudstaden Ottawa. Forks of the Credit Provincial Park ligger 393 meter över havet.
Terrängen runt Forks of the Credit Provincial Park är huvudsakligen platt, men åt sydost är den kuperad. Runt Forks of the Credit Provincial Park är det ganska tätbefolkat, med 90 invånare per kvadratkilometer.. Närmaste större samhälle är Caledon, 3,8 km norr om Forks of the Credit Provincial Park.
Omgivningarna runt Forks of the Credit Provincial Park är en mosaik av jordbruksmark och naturlig växtlighet.